# Nowa Otocznia
Nowa Otocznia – wieś sołecka w Polsce położona w województwie mazowieckim, w powiecie mławskim, w gminie Wiśniewo.
| SIMC    | Nazwa    | Rodzaj    |
| ------- | -------- | --------- |
| 0129640 | Żarnówka | część wsi |

Wierni Kościoła rzymskokatolickiego należą do parafii Matki Boskiej Różańcowej w Wyszynach Kościelnych.
W latach 1975–1998 miejscowość administracyjnie należała do województwa ciechanowskiego.